# Cheilosia metallina
Cheilosia metallina är en tvåvingeart som först beskrevs av Becker 1894.  Cheilosia metallina ingår i släktet örtblomflugor, och familjen blomflugor.
Artens utbredningsområde är Frankrike. Inga underarter finns listade i Catalogue of Life.